# SC Bromberg
Sportclub Bromberg was een Duitse voetbalclub uit het West-Pruisische Bromberg, dat tegenwoordig het Poolse Bydgoszcz is.

## Geschiedenis
De club werd de 15 augustus 1909 opgericht en sloot zich aan bij de Baltische voetbalbond.